# Franco Vona
Franco Vona (Ripi, 20 agosto 1964) è un ex ciclista su strada e dirigente sportivo italiano.
Professionista dal 1987 al 1996, fu importante gregario di Gianni Bugno al Giro d'Italia 1990 e di Franco Chioccioli al Giro d'Italia e al Tour de France del 1992; in carriera ottenne cinque vittorie, tre delle quali proprio nella "Corsa Rosa".

## Carriera
È stato per un decennio un buon ciclista professionista, specializzato, anche per via del fisico piuttosto minuto, nelle tappe di montagna. Esordì nel 1987 nella Supermercati Brianzoli, squadra professionistica capitanata da Francesco Moser e diretta da Gianluigi Stanga. Durante la fase iniziale della carriera vinse la tappa di Innsbruck al Giro d'Italia 1988 con la maglia della Chateau d'Ax, una tappa alla Vuelta de las Americas nel 1989 e la sesta tappa del Giro di Svizzera nel 1991, con maglia Jolly Componibili-Club 88, formazione di cui era il capitano.
Il 1992 fu la sua annata migliore. Concluse al sesto posto il Giro d'Italia, vincendo la tappa di Sulmona e quella di montagna di Corvara in Badia. Terminò undicesimo al Tour de France a 25'43" dal vincitore, lo spagnolo Miguel Indurain, giungendo peraltro al secondo posto nelle due tappe più dure, Sestriere (primo Claudio Chiappucci e terzo Indurain) e Alpe d'Huez (primo Andrew Hampsten e terzo Éric Boyer) il giorno successivo.
Nel 1992 si guadagnò anche la convocazione in Nazionale per il mondiale di Benidorm, in Spagna: si ritirò a metà corsa, riuscendo comunque a contribuire ancora una volta ad un trionfo del capitano Gianni Bugno. Quattro anni prima era stato peraltro riserva della Nazionale azzurra al mondiale 1988 di Ronse, vinto da Maurizio Fondriest.
Nel 1993 e nel 1994 vinse due cronometro a squadre al Tour de France, correndo con la GB-MG Maglificio-Bianchi del D.S. Giancarlo Ferretti; al Giro d'Italia 1994 transitò inoltre per primo sullo Stelvio. L'ultima sua stagione agonistica fu quella del 1996, disputata coi colori della Aki-Gipiemme diretta da Roberto Amadio. Successivamente al ritiro dalle corse è stato per un anno (1998) dirigente nella squadra professionistica Mobilvetta-Northwave assieme all'ex compagno di squadra Franco Chioccioli.

## Palmarès
- 1988

16ª tappa Giro d'Italia (Merano > Innsbruck)
- 1989

5ª tappa Vuelta de las Americas
- 1991

6ª tappa Tour de Suisse (Bürglen/Altdorf > Ulrichen)
- 1992

6ª tappa Giro d'Italia (Porto Sant'Elpidio > Sulmona)
13ª tappa Giro d'Italia (Bassano del Grappa > Corvara in Badia)

## Piazzamenti

### Grandi giri
- Giro d'Italia

1987: 32º
1988: 15º
1989: 17º
1990: 31º
1991: 18º
1992: 6º
1993: 57º
1994: 23º
1995: 54º
1996: 43º
- Tour de France

1989: ritirato (17ª tappa)
1992: 11º
1993: 21º
1994: 37º
1995: 48º
- Vuelta a España

1990: non partito (20ª tappa)
1996: 104º

### Classiche
- Milano-Sanremo

1991: 49º
- Liegi-Bastogne-Liegi

1988: 28º
1989: 27º
1990: 39º
1993: 55º
1994: 16º

### Competizioni mondiali
- Campionati del mondo

Benidorm 1992 - In linea: ritirato